# Contea di Madison (Arkansas)
La contea di Madison, in inglese Madison County, è una contea dello Stato dell'Arkansas, negli Stati Uniti. La popolazione al censimento del 2000 era di 14 243 abitanti. Il capoluogo di contea è Huntsville.

## Storia
La contea di Madison fu costituita nel 1836.